# 成田和也
成田 和也（なりた かずや、1979年2月25日 - ）は競輪選手、元自転車競技選手。福島県須賀川市出身。日本競輪選手会福島支部所属、ホームバンクは泉崎国際サイクルスタジアム。日本競輪学校（当時。以下、競輪学校）第88期生。師匠は佐藤一朗（63期）。

## 経歴
1979年2月25日、福島県須賀川市に生まれる。福島県立須賀川高等学校時代まではスキーと自転車競技の2種目に取り組んでいた。しかしスキーでは20位前後の実績しか残せず、中央大学進学時に「とても世界に通用するレベルではない」と断念し、高校時代に夏のトレーニングの一環として取り組んでいたインターハイのタイムトライアルで10位以内の成績を収めていた自転車部に入部する。1年時に全日本学生選手権自転車競技大会でスプリントと1000mタイムトライアルでともに4位に入賞 すると、2年時と3年時にはスプリント優勝、タイムトライアル2位という成績を収めた。
「世界で戦える選手になりたい」と志していた成田はさらに成績を向上させるべくフォームや自転車のセッティングを変えるなど試行錯誤したが思うようにいかず、逆にフォームを崩してしまう。成田は迷いを抱えたまま「短距離選手が鍛錬を積むには実業団よりも競輪のほうがよい」という判断から競輪学校受験を決意、試験1か月前に、大学の先輩でもある競輪選手（当時）の佐藤一朗の指導を仰いだ が、2次試験で緊張のあまり肩に力が入り、1000mのタイムトライアルで1分14秒というかつて経験したことのない遅いタイムを記録し不合格となる。当時、競輪学校の受験要件には年齢制限があり、成田が受験する機会はあと1回しか残されていなかった。正式に佐藤に弟子入りした成田は重圧と戦いながら練習漬けの日々を送り、2002年に2度目の受験で合格した。
競輪学校に第88期生として入学。88期は現在の競輪界及び日本の自転車競技界を牽引する錚々たる面々が揃っており、2002年ソルトレークシティオリンピック代表であった武田豊樹を筆頭に、同県である山崎芳仁、渡邉一成（以下渡邉）、金成和幸や、佐藤友和に加え、武田がいなければ一番の逸材と目された永井清史（岐阜）らが同期である。入学当初からデビュー後を見据えていたという成田は、訓練では勝ち負けよりも自分の走力を試したいという思いから先行にこだわり、最後には抜かれてしまうことが多かった が、卒業記念レースでは追い込みに転じ、2回の予選と準決勝、さらに決勝と4回のレースすべてで1着となる完全優勝を達成した。在校競走成績が全75生徒中66位でしかなかったにもかかわらず完全優勝を果たしたことから、一躍注目されることになった。
デビュー戦は2003年7月5日、いわき平競輪場で迎え初出走初勝利を挙げた。2004年6月、岸和田競輪場で開催されたレインボーカップで優勝してS級特進を果たした。そしてデビュー当初から「世界への夢だって、まだもっていますよ。五輪や世界選手権にもチャンスがあれば走りたい」と語っていた 成田は同年の秋、トラックレース日本代表に選出され、以後3年間は自転車競技選手としての活動が主体となった。
当時の日本代表監督であったゲーリー・ウェストが4年後の北京オリンピックを睨んで、内田慶や同期の渡邉ら当時の若手を大胆に抜擢した策に出たが、UCIトラックワールドカップクラシックス（トラックワールドカップ）第2戦のロサンゼルスのスプリントでは3位、さらに同第3戦のマンチェスター、同第4戦のシドニーのチームスプリントでは、渡邉・及川とのトリオで、それぞれ3・2位に入る健闘を見せた。また2005年にロサンゼルスで開催された世界自転車選手権でも、渡邉、及川のトリオで挑んだチームスプリントで6位入賞を果たした。
2006年のアジア競技大会のチームスプリントでは、渡邉、新田祐大のトリオで挑み、決勝で中国を下し金メダルを獲得。また2007年の世界選手権のチームスプリントでは、渡邉・井上昌己のトリオで挑んで7位に入った。しかし、自身が目指していた北京オリンピック出場の夢は果たせなかった。
2008年、トラックワールドカップ第2戦のメルボルン大会のチームスプリントにおいて、2年前のアジア大会で金メダルを獲得した、渡邉、新田とのトリオで挑み、第1走として2位に貢献した。
競輪のほうでも一線級の選手としての活躍を見せており、2007年（4着）と2008年（5着）に寛仁親王牌の決勝へ進出。2009年は共同通信社杯秋本番の決勝で2着に入り、年間の獲得賞金が上位となったことから、2010年は自身初のS級S班格付けなった。同年7月には函館競輪場で開催されたサマーナイトフェスティバルで自身初のGII優勝を飾っている。2011年は東日本大震災の影響を受け、練習場所を転々とすることを余儀なくされたが、松戸競輪場で開催されたSSシリーズ風光るの決勝で山崎芳仁の番手を捲った伏見俊昭をゴール直前タイヤ差で捉えてGI初優勝を手にし、このレース最後の覇者となった。なおSSシリーズはKEIRINグランプリ選考外のレースであったが、その後も寛仁親王牌の決勝に進出するなど獲得賞金の上位を維持したことから、賞金枠で初(成田自身は最終枠の9位)となるKEIRINグランプリ2011に出場し4着となった。
2012年には第65回日本選手権競輪の決勝で、捲りを打った山崎芳仁の後位から2センターでイン側のコースが開いたことを見極めて突っ込むと直線一気に伸び、外から伸びてきた山崎より先に入線して特別競輪初優勝を手にした。その後もオールスター競輪の決勝で山崎を追走し2着に入っている。京王閣で行われたKEIRINグランプリ2012では豪雨の中ゴール前まで村上義弘と浅井康太との三つ巴のデッドヒートとなるも、僅かの差で村上に届かず2着となりグランプリ初優勝とはならなかった。
2013年には第64回高松宮記念杯競輪の決勝で、打鐘から逃げを打った新田祐大の番手からゴール寸前で新田を交わし、後ろにいた伏見俊昭も振り切って、特別競輪2勝目（GI3勝目）をマークした。
2023年6月27日、久留米記念・中野カップレースで優勝し、10年ぶりのGIII優勝を果たす。

## 主な獲得タイトル
- 2011年 - SSシリーズ風光る（松戸競輪場）
- 2012年 - 日本選手権競輪（熊本競輪場）
- 2013年 - 高松宮記念杯競輪（岸和田競輪場）

## 競走スタイル
デビュー時は捲りを中心とした自力主体だったが、現在は両脚質を経て追込に転じた。直線に入ってからの鋭い差しには定評があり、目標不発でも連に絡む追い込みを度々見せる。またマーカーとして仕事も多彩にこなすため、先行選手の信頼は厚い。追込選手として屈指の存在である。